# 페드로 콘트레라스
페드로 곤트레라스 곤살레스(스페인어: Pedro Contreras González, 1972년 1월 7일, 마드리드 지방 마드리드 ~)는 스페인의 전 축구 선수로, 현역 시절 골키퍼였다.
그는 13시즌에 걸쳐 246번의 라 리가 경기에 출전했는데, 레알 마드리드, 라요 바예카노, 말라가, 그리고 베티스에서 활약하였다.
콘트레라스는 2002년 FIFA 월드컵 당시 스페인 국가대표팀에 차출되었다.

## 클럽 경력
마드리드 출신으로 레알 마드리드 유소년부를 졸업한 콘트레라스는 1998년에 UEFA 챔피언스리그를 우승한 선수단에 포함되었지만, 그 해의 유럽대항전에 1분도 출전하지 못했다. 그는 4년 동안 2군인 레알 마드리드 카스티야에서 보내면서, 4차례 1998-99 시즌 1군 경기에 참가하였고, 소속 구단은 준우승을 거두었다. 1996-97 시즌에는 라요 바예카노에 임대되어 활약했는데, 42번의 리그 경기 중 단 1번만 결장했지만, 소속 구단은 라 리가에서 강등당했다.
콘트레라스는 1999-2000 시즌에 말라가로 이적하였다. 그 곳에서, 그는 붙박이 주전으로 활약하며 1999년부터 2003년까지 1부 리그 경기를 6번만 결장했다.
2003년 여름, 콘트레라스는 베티스로 이적하여 1년차에 22번의 리그 경기에 출전했지만, 이듬해에는 부상과 토니 도블라스의 상승세로 1경기도 출전하지 못했다. 2005-06 시즌, 그는 UEFA 챔피언스리그와 UEFA컵 경기에 모두 출전했는데, 그는 첼시와의 조별 리그 경기에서 무실점으로 틀어막아 1-0 승리를 견인했다. 다니와 함께 안달루시아의 또다른 연고 구단인 세군다 디비시온의 카디스로 2007-08 시즌에 임대된 후, 콘트레라스는 시즌 후 방출되었다. 이후 그는 축구화를 벗고, 전 소속 구단인 말라가의 골키퍼 코치가 되었다.

## 국가대표팀 경력
콘트레라스는 2002년 FIFA 월드컵에 참가한 스페인 선수단의 3순위 수문장이었는데, 그는 산티아고 카니사레스가 기행을 벌이다가 부상당하자, 호세 안토니오 카마초 감독에 의해 뒤늦게 차출되었다. 그가 출전한 유일한 국가대표팀 경기는 0-0으로 비긴 파라과이와의 같은 해 10월 16일 경기로, 스페인은 로그로뇨 안방에서 득점 없이 비겼다.

## 수상
레알 마드리드
- 수페르코파 데 에스파냐: 1997

말라가
- UEFA 인터토토컵: 2002

베티스
- 코파 델 레이: 2004–05